# Secure Shell filesystem
Secure Shell filesystem (sshfs) és un sistema de fitxers per Linux (i altres  sistemes operatius amb una implementació FUSE, tal com en Mac OS X), que opera sobre fitxers en un ordinador remot usant un entorn segur d'accés. En l'ordinador local on es munta sshfs, la implementació fa ús del mòdul del nucli FUSE. Els efectes pràctics d'això és que l'usuari final pot interaccionar amigablement amb fitxers remots estant en un servidor SSH, veient com si estiguessin a l'ordinador local. En l'ordinador remot s'utilitza el subsistema SFTP de SSH.
La implementació actual de sshfs usant FUSE és una versió reescrita de l'anterior, realitzada per Miklos Szeredi, que també va escriure FUSE.
sshfs també s'utilitza en FreeBSD a causa de la disponibilitat de FUSE en aquesta plataforma.
Per Mac OS X, Google va llançar MacFUSE i un  binari de sshfs. MacFusion ofereix un GUI per MacFUSE i una arquitectura plug-in; aquests inclouen  FTP i els  binaris de sshfs a partir del projecte MacFUSE.
L'administrador pot establir un compte tancada al servidor, per proveir major seguretat, el client veu només una part limitada del sistema de fitxers.

## Exemple d'ús

### Requeriments
- La màquina remota a la qual ens connectem ha de tenir el dimoni ssh corrent
- Autenticació reeixida amb la màquina remota

| Darwin                      | Mac OS X: qualsevol                    | altres sistemes                                            |
| --------------------------- | -------------------------------------- | ---------------------------------------------------------- |
| Sshfs per Darwin (Mac OS X) | MacFUSE + MacFusion (GUI, supported)   | FUSE nucli module + sshfs eines instal·lades al host local |
|                             | MacFUSE + binari sshfs-static          |                                                            |
|                             | MacFUSE + sshfs.app (GUI, no suportat) |                                                            |
|                             | Secure Remote Disk                     |                                                            |
|                             | Sshfs per Darwin (Mac OS X)            |                                                            |

### Utilització de la línia d'ordres (no totes les ordres són vàlides en tots els sistemes)
Si tens l'usuari remot a la màquina hostremot i vols muntar, per exemple, /projectes/xarxa al directori local /home/usuarilocal/projectes/xarxa, l'ordre per muntar és la següent:
 sshfs remot@hostremot:/projectes/xarxa /home/usuarilocal/projectes/xarxa
Per desmuntar usar l'ordre local:
 fusermount -o /home/usuarilocal/projectes/xarxa